# Campionati africani di atletica leggera 2016 - Marcia 20 km femminile
La marcia 20 km femminile ai Campionati africani di atletica leggera di Durban 2016 si è svolta il 26 giugno 2016 al Kings Park Stadium.

## Programma
| Data           | Ora | Turno  |
| -------------- | --- | ------ |
| 26 giugno 2016 |     | Finale |

## Risultati
| Class   | Atleta            | Nazione   | Tempo   | Note                                    |
| ------- | ----------------- | --------- | ------- | --------------------------------------- |
| Oro     | Grace Wanjiru     | Kenya     | 1:30:43 | Record africano · Record dei campionati |
| Argento | Yehualeye Beletew | Etiopia   | 1:31:58 | Record nazionale                        |
| Bronzo  | Chahinez Nasri    | Tunisia   | 1:34:45 |                                         |
| 4       | Anél Oosthuizen   | Sudafrica | 1:38:46 |                                         |
| 5       | Linda Waweru      | Kenya     | 1:39:23 |                                         |
| 6       | Alem Tafes        | Etiopia   | 1:45:45 |                                         |
| 7       | Bariza Ghezelani  | Algeria   | 1:46:33 |                                         |
| 8       | Amira Zenyhim     | Egitto    | 1:58.22 |                                         |
| dnf     | Aynalem Eshetu    | Etiopia   | dnf     |                                         |